# Бегусарай
Бегусарай (англ. Begusarai, хинди बेगूसराय) — город в центральной части штата Бихар, Индия. Административный центр округа Бегусарай.

## География
Абсолютная высота — 40 метров над уровнем моря.

## Население
По данным на 2013 год численность населения составляет 125 952 человека.
Динамика численности населения города по годам:
| 1991   | 2001   | 2013    |
| ------ | ------ | ------- |
| 71 424 | 93 741 | 125 952 |

## Транспорт
Через округ Бегусарай проходят национальные шоссе № 28 и № 31, соединяющие его с другими городами страны. Имеется железнодорожное сообщение. В деревне Улао, в 5 км от Бегусарая, расположен небольшой аэродром.

## Достопримечательности
Недалеко от города находится птичий заповедник Озеро Канвар, которое представляет собой крупнейшую в Азии старицу. Заповедник более чем в два раза превышает по площади более известный индийский национальный парк Кеоладео, также известный своей богатой авифауной.